# أولاد بوغنم (فزوان)
أولاد بوغنم هي إحدى مشيخات المملكة المغربية، تتبع جغرافيا لإقليم بركان وإداريًا لفزوان. يقدر عدد سكانها بـ 1063 نسمة حسب الإحصاء الرسمي للسكان والسكنى لسنة 2004.